# Municipio Metapa
Koordinaten: 14° 50′ 0″ N, 92° 12′ 0″ W
Metapa ist ein Municipio im mexikanischen Bundesstaat Chiapas. Es hat etwa 5000 Einwohner und eine Oberfläche von 27,3 km². Verwaltungssitz und größter Ort des Municipios ist Metapa de Domínguez.

## Geographie
Das Municipio Metapa liegt im Süden des mexikanischen Bundesstaats Chiapas in der Region Soconusco auf Höhen unter 200 m. Es zählt zur Gänze zur physiographischen Provinz der Cordillera Centroamericana und liegt gänzlich in der hydrologischen Region Costa de Chiapas. Die Geologie des Municipios wird über 99 % von Alluvionen bestimmt; vorherrschende Bodentypen sind Cambisol (83 %), Fluvisol (9 %) und Luvisol (8 %). Etwa 77 % der Gemeindefläche dienen dem Ackerbau, 18 % sind Weideland.
Das Municipio Metapa grenzt an die Gemeinden Frontera Hidalgo und Tuxtla Chico sowie an die Republik Guatemala.

## Bevölkerung
Beim Zensus 2010 wurden im Municipio 5033 Menschen in 1262 Wohneinheiten gezählt. Davon wurden vier Personen als Sprecher einer indigenen Sprache registriert. 14 Prozent der Bevölkerung waren Analphabeten. 1707 Einwohner wurden als Erwerbspersonen registriert, wovon gut 73 % Männer bzw. 6 % arbeitslos waren. Gut 16 % der Bevölkerung lebten in extremer Armut.

## Orte
Das Municipio Metapa umfasst sieben bewohnte localidades, von denen nur der Hauptort vom INEGI als urban klassifiziert ist.
| Ort                   | Einwohner |
| Metapa de Domínguez   | 2610      |
| Cacahoatales          | 0580      |
| El Arenal             | 0542      |
| Los Hules             | 0503      |
| Las Pilas             | 0464      |
| Candelaria            | 0333      |
| San José el Herradero | 0001      |